# Herbita coctura
Herbita coctura är en fjärilsart som beskrevs av Paul Dognin 1901. Herbita coctura ingår i släktet Herbita och familjen mätare. Inga underarter finns listade i Catalogue of Life.